# Dimetilhidrazina asimètrica
La dimetilhidrazina asimètrica (UDMH) (1,1-Dimetilhidrazina) és un compost químic amb la fórmula H₂NN(CH₃)₂. És un líquid incolor, amb olor forta a amoníac que és la típica olor de les amines orgàniques. Es mescla completament amb l'aigua, l'etanol i el querosè. En concentracions 2,5% i 95% en l'aire, els seus vapors són inflamables. No és sensible als cops.

## Producció
Es produeix industrialment UDMH per dues vies Una d'elles és la basada en el procés Raschig, implica la reacció de la cloramina amb dimetilamina. Aquest mètode dona l'hidroclorur de la hidrazina:
(CH₃)₂NH + NH₂Cl → (CH₃)₂NNH₂HCl

## Usos
Sovint s'utilitza UDMH com a combustible de coets hipergòlic combinat amb tetraòxid de nitrogen i menys sovint amb IRFNA (àcid nítric fumant roig) o oxigen líquid. El UDMH és un derivat de la hidrazina. Com a combustible, és descrit en l'especificació MIL-PRF-25604.
El UDMH és estable i es pot deixar carregat en el sistema de combustible dels doets durant llargs períodes, cosa que el fa atractiu per a ser usat en molts motors de coets amb combustible líquid malgrat el seu alt cost i densitat.
El UDMH es fa servir en molts coets europeus, russos, de lÍndia i de la Xina.
A banda del seu ús com a combustible de coets, el UDMH és una font de nitrogen en la deposició en capa fina metalorgànica. El UDMH és un contaminant, metabòlit, i producte de degradació de la daminozida.

## Seguretat
El UDMH és tòxic, un carcinogen i pot explotar en presència d'oxidants. Es pot absorbir per la pell. Durant la dècada de 1980 hi va haver preocupació pels nivells de UDMH en diversos aliments amb risc de càncer, especialment en el suc de poma.